# Achmeatoren
De Achmeatoren is een kantoortoren in het centrum van Leeuwarden.
De Achmeatoren is 114,6 meter hoog en heeft 26 verdiepingen. Hiermee is de Achmeatoren het hoogste gebouw van Leeuwarden. De toren is gebouwd in opdracht van Achmea Vastgoed en ontworpen door de architecten Abe Bonnema en Jan van der Leij van Bonnema Architecten uit Hardegarijp. De toren is in 2002 opgeleverd.

## Problemen
Karakteristiek zijn de zwarte platen van natuursteen die aan het gebouw zijn bevestigd. In 2001 en 2002 liet tijdens een storm een aantal van deze platen los, waardoor de omgeving afgezet moest worden.
De Achmeatoren heeft vier liften, die een snelheid behalen van 6 meter per seconde. Oorspronkelijk haalden de liften zelfs 8 meter per seconde, maar omdat mensen misselijk werden als gevolg van de abrupte versnellingen, is de snelheid met 2 meter per seconde verlaagd. Bij deze snelheid gaan de oren nog steeds dichtzitten door de relatief grote versnelling.

## Bezwaren
De bouw van de Achmeatoren gaf in 1999 bezwaren van de luchtvaartzijde in verband met de nabijgelegen militaire vliegbasis Leeuwarden. De bouw werd echter toch toegestaan vanwege het maatschappelijk belang. Architectenbureau Bonnema plaatste met tegenzin vier lichtjes op de hoeken. Later werden die vervangen door een dubbellijnige neoncontour die helemaal rond de top van de toren loopt. In eerste instantie was dit groen, maar het is later vervangen door rood licht.

## Hoogste
De Achmeatoren is met bijna 115 meter de hoogste wolkenkrabber van Noord Nederland. De toren is beeldbepalend voor Leeuwarden en is met helder weer vanuit een groot deel van Friesland zichtbaar.
Volgens nieuwe voorschriften van de Rijksluchtvaartdienst is het niet meer toegestaan om binnen een straal van vier kilometer van de vliegbasis hoger te bouwen dan 45 meter. Hierdoor wordt  verdere ontwikkeling van hoogbouw in Leeuwarden belemmerd.

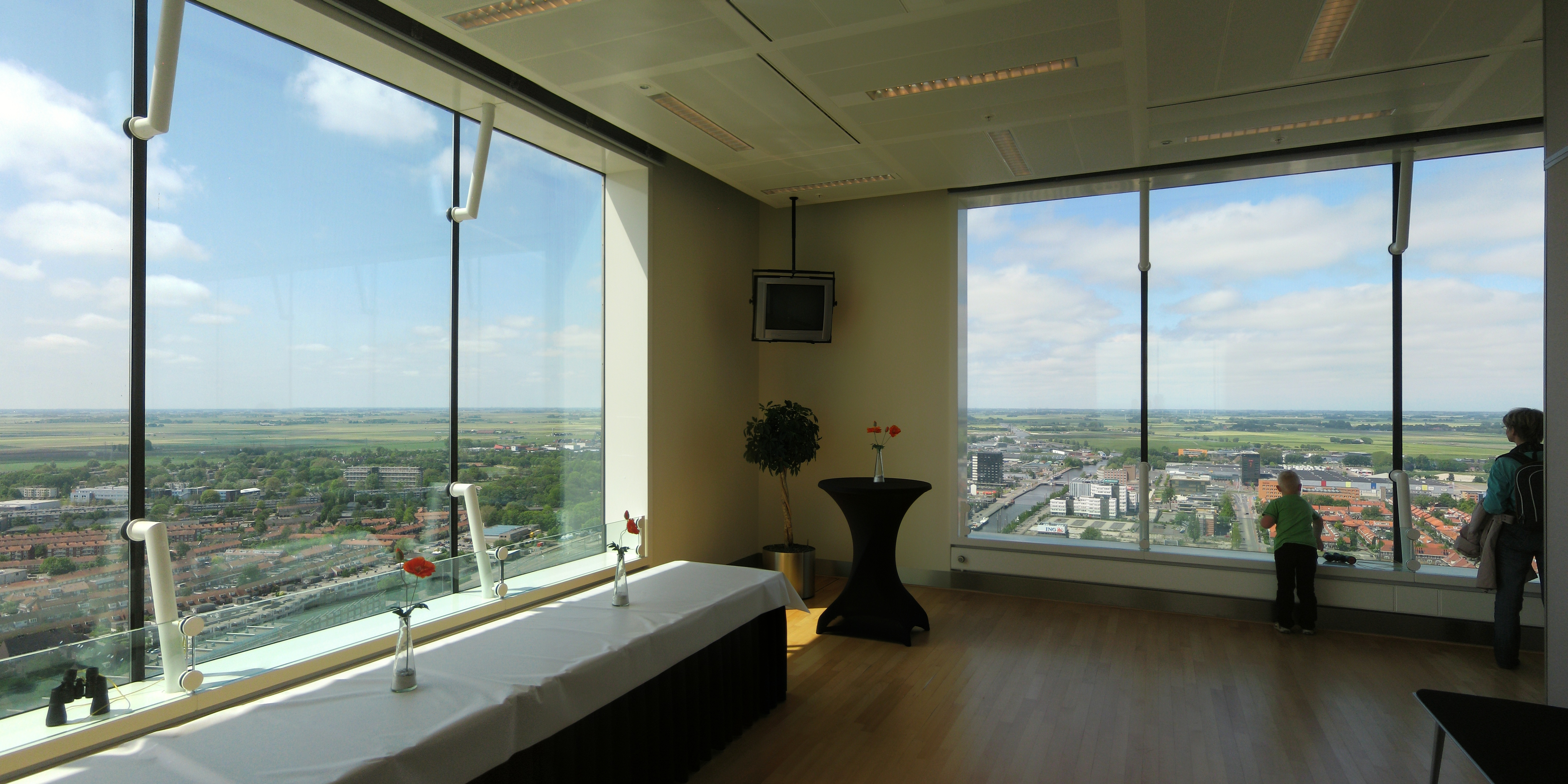
Zicht naar het zuidwesten vanuit de observatieruimte op de 26ste verdieping van de toren (2013)

Cooltoren (Rotterdam) · Delftse Poort (Rotterdam) · FIRST (Rotterdam) · Hoftoren (Den Haag) · JuBi-gebouw (Den Haag) · De Kroon (Den Haag) · Maastoren (Rotterdam) · Millenniumtoren (Rotterdam) · Mondriaantoren (Amsterdam) · Montevideo (Rotterdam) · New Babylon (Den Haag)  · New Orleans (Rotterdam) · The Red Apple (Rotterdam) · Rembrandttoren (Amsterdam) · De Rotterdam (Rotterdam) · Het Strijkijzer (Den Haag) · Westpoint (Tilburg) · World Port Center (Rotterdam) · De Zalmhaven (Rotterdam)
Achmeatoren (Leeuwarden) · Alphatoren (Enschede) · Carlton (Almere) · Erasmusgebouw (Nijmegen) · Europees Octrooibureau (Rijswijk) · EWI-gebouw (Delft) · Hondsrugtoren (Emmen) · Innovatoren (Venlo) · Kempkensberg (Groningen) · Lighthouse (Eindhoven) · Provinciehuis ('s-Hertogenbosch) · Rabobank (Utrecht) · Sardijntoren (Vlissingen) · IJsseltoren (Zwolle)